# Mont Joly
Le mont Joly est un sommet de France culminant à 2 525 mètres d'altitude situé dans le massif du Beaufortain, en Haute-Savoie.

## Situation et accès

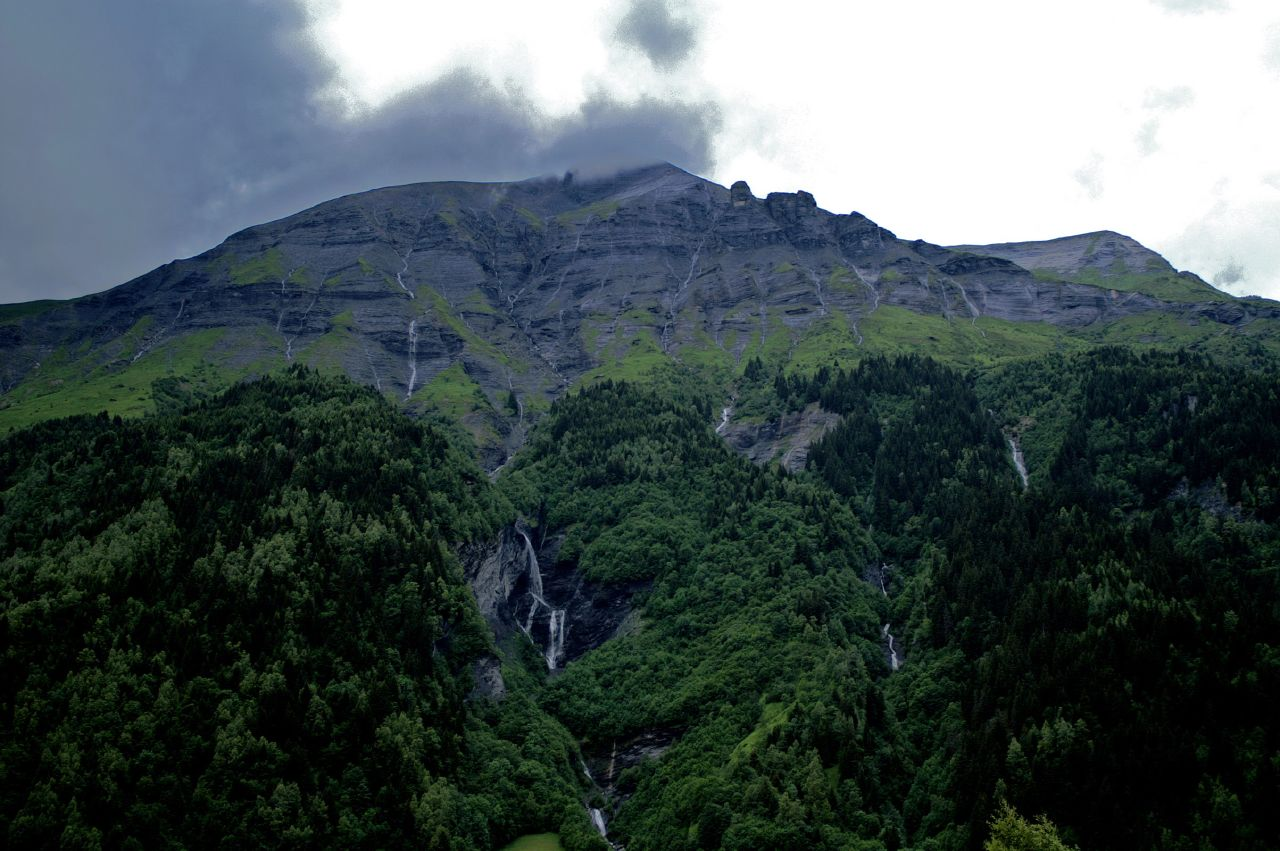
Vue du mont Joly.

Le chaînon du mont Joly sépare la haute vallée de l'Arly de celle du val Montjoie. Il se trouve sur la commune de Saint-Gervais-les-Bains, au-dessus de Megève. On peut l'atteindre par les crêtes à partir de l'aiguille Croche via les têtes du Tête du Véleray et de la Combaz ou par son épaule en partant du mont d'Arbois via le mont Joux, la Croix du Christ et le mont Géroux.
Un télésiège du domaine skiable d'Évasion Mont-Blanc mène à son arête septentrionale, à 150 mètres d'altitude sous le sommet, au sud du mont Géroux.
Une table d'orientation ainsi que des instruments météorologiques alimentés par panneau solaire sont installés au sommet du mont Joly. Ils sont protégés par un paratonnerre, les crêtes du mont étant très exposées aux orages et aux intempéries.

## Histoire
Le projet de remontée mécanique menant au sommet du mont Joly est abandonné par les élus des communes composant le syndicat d'aménagement intercommunal du Mont-Joly le 18 janvier 2022 pour des raisons techniques, de coûts et de choix de politique d'aménagement ; elle aurait permis de relier les Contamines et Hauteluce - Val Joly au sud au secteur mont Joux-mont d'Arbois de Megève au nord, stations qui font toutes partie du domaine skiable Évasion Mont-Blanc.